# Monywa
Monywa là đô thị lớn thứ bảy ở Myanmar xét theo nhân khẩu. Đây là trung tâm hành chính của thị xã Monywa thuộc huyện Monywa và là thành phố lớn nhất vùng Sagaing ở phía Bắc Myanmar mặc dù không phải là thủ phủ của vùng này. Thành phố nằm bên bờ Đông của sông Chindwin. Người ta có thể đến Monywa từ Mandalay bằng tàu hỏa hoặc bằng ô tô. Monywa có dân số là 185.783 người.
Tại Monywa có một số cơ sở giáo dục và nghiên cứu bậc cao như Trường Đại học Tổng hợp Monywa, Trường Đại học Sư phạm Monywa, Viện Nghiên cứu Kinh tế Monywa, Trường Đại học Công nghệ Monywa, Trường Đại học Công nghệ thông tin Monywa.

## Khí hậu
| Dữ liệu khí hậu của Monywa (1981-2010) | Dữ liệu khí hậu của Monywa (1981-2010) | Dữ liệu khí hậu của Monywa (1981-2010) | Dữ liệu khí hậu của Monywa (1981-2010) | Dữ liệu khí hậu của Monywa (1981-2010) | Dữ liệu khí hậu của Monywa (1981-2010) | Dữ liệu khí hậu của Monywa (1981-2010) | Dữ liệu khí hậu của Monywa (1981-2010) | Dữ liệu khí hậu của Monywa (1981-2010) | Dữ liệu khí hậu của Monywa (1981-2010) | Dữ liệu khí hậu của Monywa (1981-2010) | Dữ liệu khí hậu của Monywa (1981-2010) | Dữ liệu khí hậu của Monywa (1981-2010) | Dữ liệu khí hậu của Monywa (1981-2010) |
| Tháng                                  | 1                                      | 2                                      | 3                                      | 4                                      | 5                                      | 6                                      | 7                                      | 8                                      | 9                                      | 10                                     | 11                                     | 12                                     | Năm                                    |
| -------------------------------------- | -------------------------------------- | -------------------------------------- | -------------------------------------- | -------------------------------------- | -------------------------------------- | -------------------------------------- | -------------------------------------- | -------------------------------------- | -------------------------------------- | -------------------------------------- | -------------------------------------- | -------------------------------------- | -------------------------------------- |
| Cao kỉ lục °C (°F)                     | 33.8 (92.8)                            | 39.3 (102.7)                           | 41.5 (106.7)                           | 44.0 (111.2)                           | 45.8 (114.4)                           | 43.5 (110.3)                           | 42.0 (107.6)                           | 41.0 (105.8)                           | 38.9 (102.0)                           | 38.8 (101.8)                           | 37.4 (99.3)                            | 32.6 (90.7)                            | 45.8 (114.4)                           |
| Trung bình ngày tối đa °C (°F)         | 29.1 (84.4)                            | 32.5 (90.5)                            | 36.5 (97.7)                            | 39.1 (102.4)                           | 37.9 (100.2)                           | 34.9 (94.8)                            | 36.0 (96.8)                            | 34.8 (94.6)                            | 33.8 (92.8)                            | 32.9 (91.2)                            | 30.7 (87.3)                            | 28.6 (83.5)                            | 33.9 (93.0)                            |
| Tối thiểu trung bình ngày °C (°F)      | 13.5 (56.3)                            | 15.5 (59.9)                            | 19.0 (66.2)                            | 23.3 (73.9)                            | 25.4 (77.7)                            | 25.8 (78.4)                            | 25.9 (78.6)                            | 25.5 (77.9)                            | 24.7 (76.5)                            | 23.4 (74.1)                            | 19.3 (66.7)                            | 15.0 (59.0)                            | 21.4 (70.5)                            |
| Thấp kỉ lục °C (°F)                    | 10.0 (50.0)                            | 11.0 (51.8)                            | 14.2 (57.6)                            | 18.0 (64.4)                            | 20.0 (68.0)                            | 20.2 (68.4)                            | 23.1 (73.6)                            | 21.0 (69.8)                            | 20.4 (68.7)                            | 17.6 (63.7)                            | 12.0 (53.6)                            | 8.3 (46.9)                             | 8.3 (46.9)                             |
| Lượng mưa trung bình mm (inches)       | 1.0 (0.04)                             | 1.2 (0.05)                             | 7.8 (0.31)                             | 25.8 (1.02)                            | 87.4 (3.44)                            | 88.3 (3.48)                            | 50.6 (1.99)                            | 104.1 (4.10)                           | 161.6 (6.36)                           | 113.9 (4.48)                           | 37.3 (1.47)                            | 3.7 (0.15)                             | 682.7 (26.88)                          |
| Nguồn: Viện Khí tượng Na Uy            |                                        |                                        |                                        |                                        |                                        |                                        |                                        |                                        |                                        |                                        |                                        |                                        |                                        |

## Ảnh

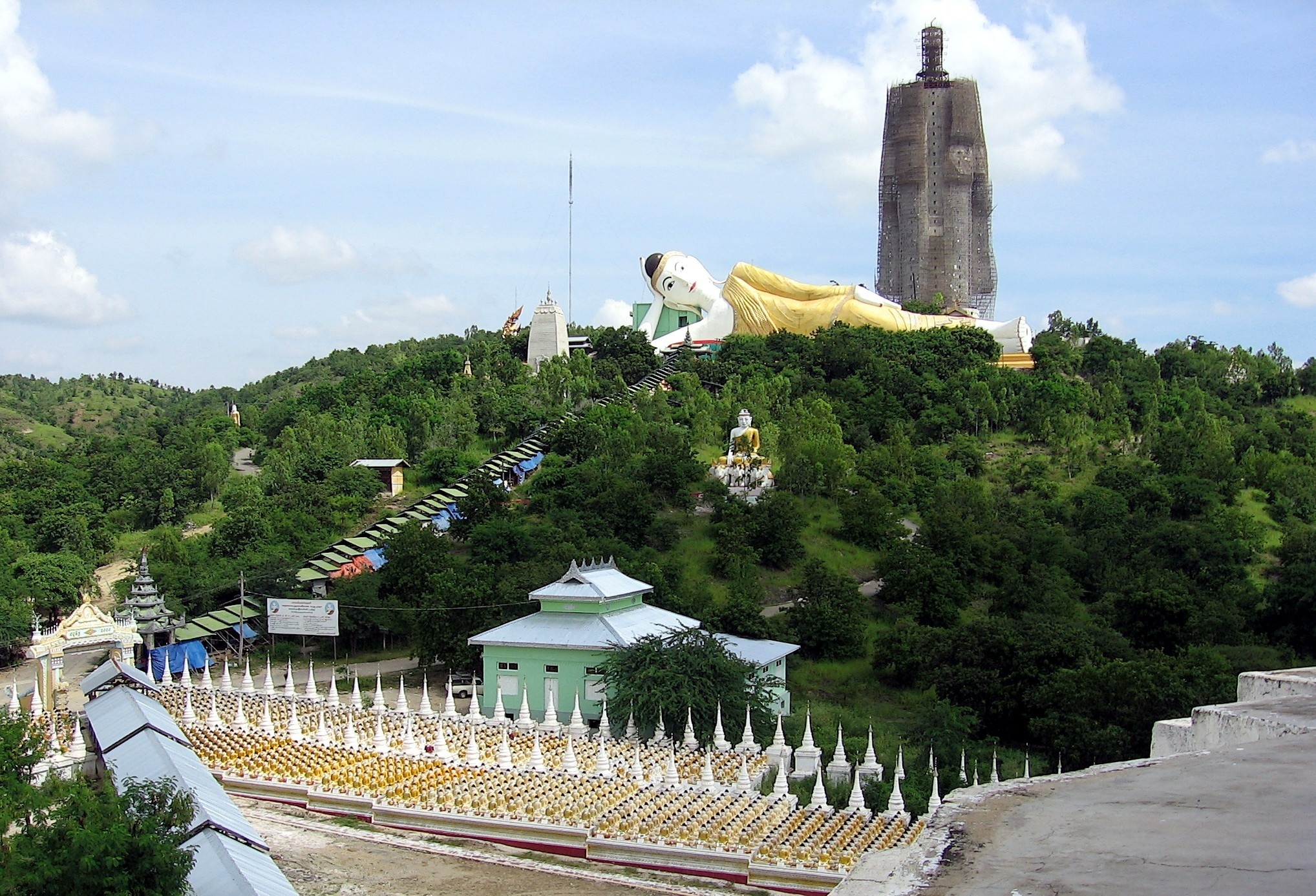
Giant reclining Buddha at Bodhi Tahtaung
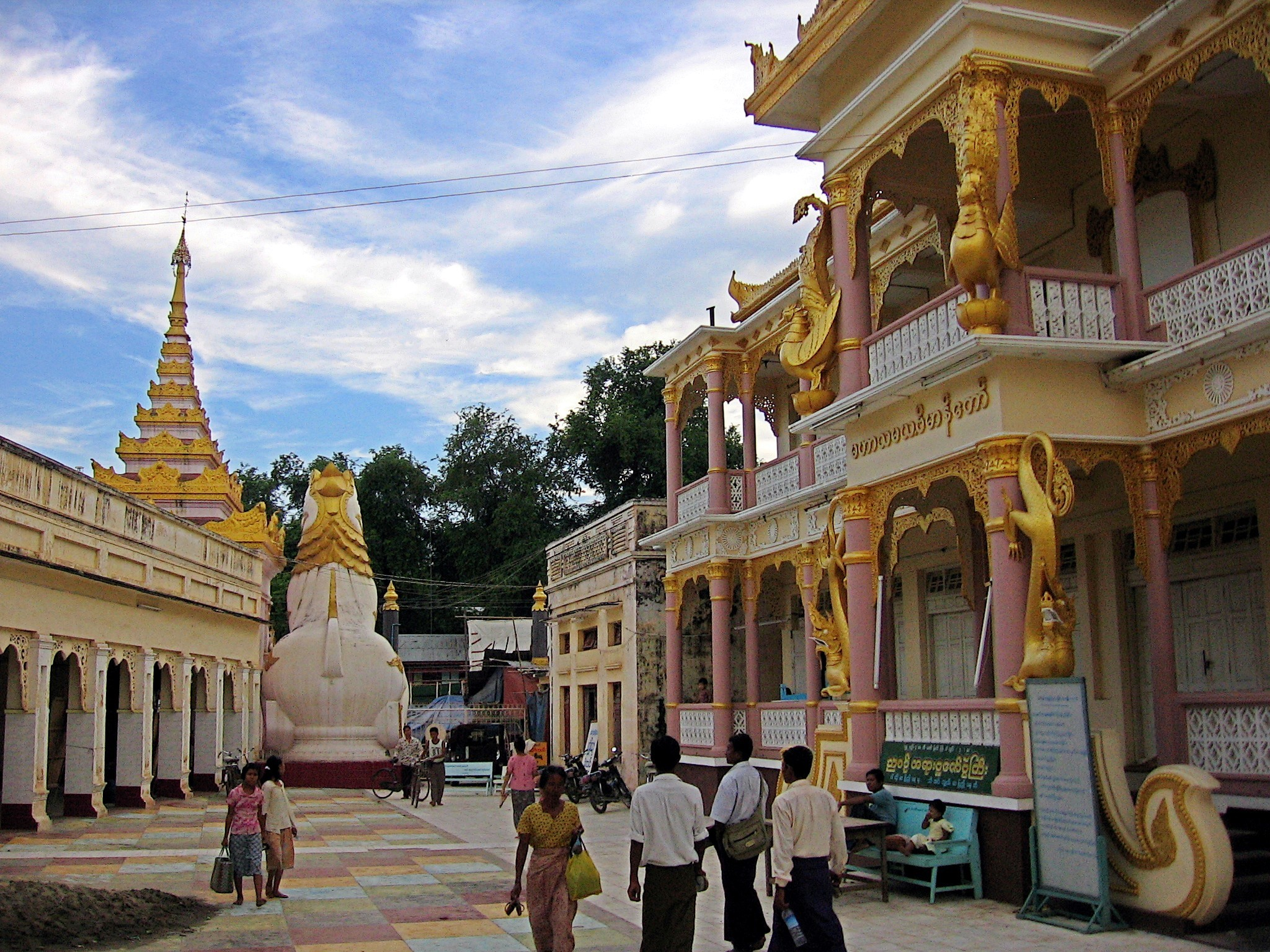
Shwezigon-Paya
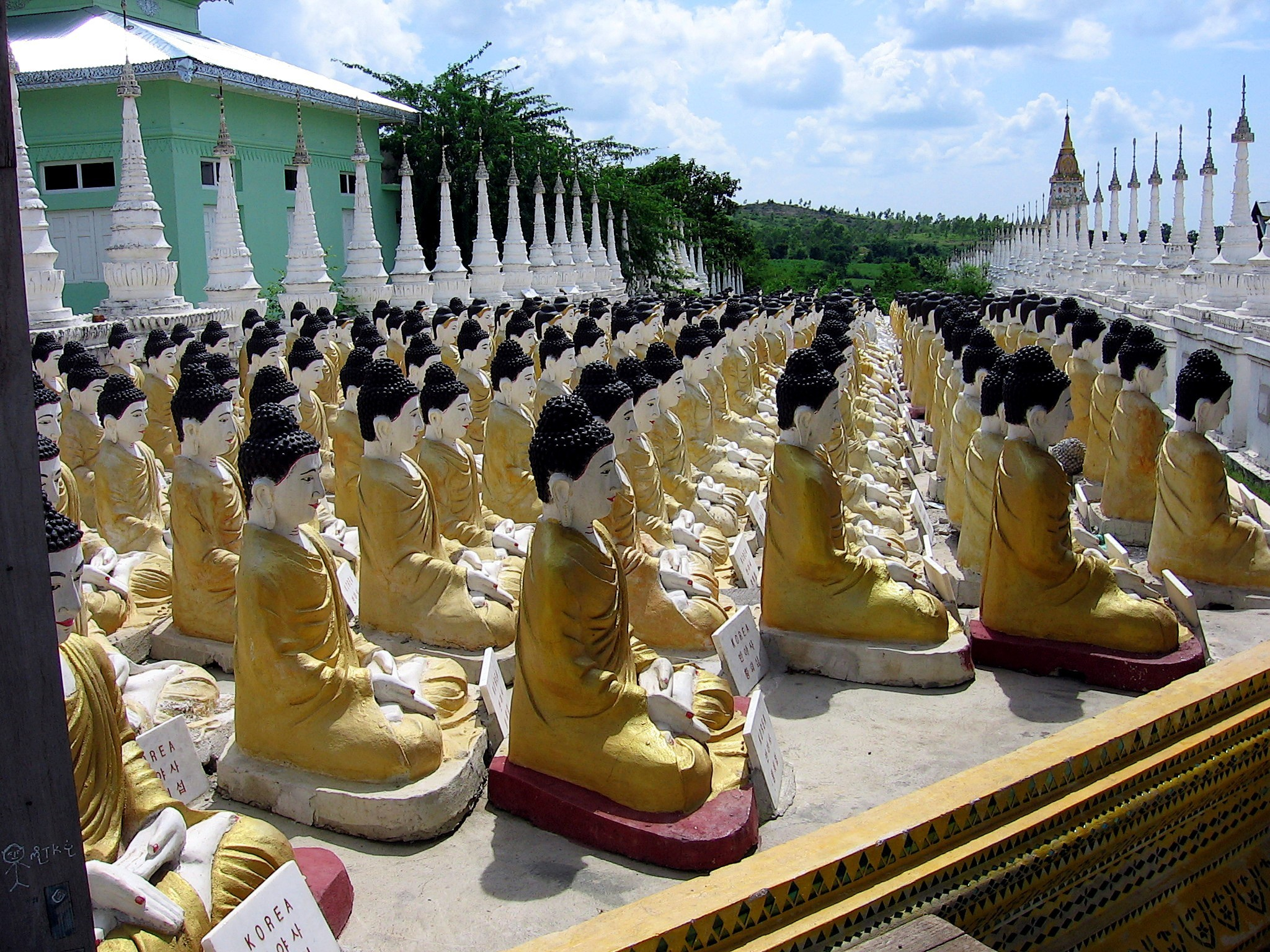
Aung Setkya Paya
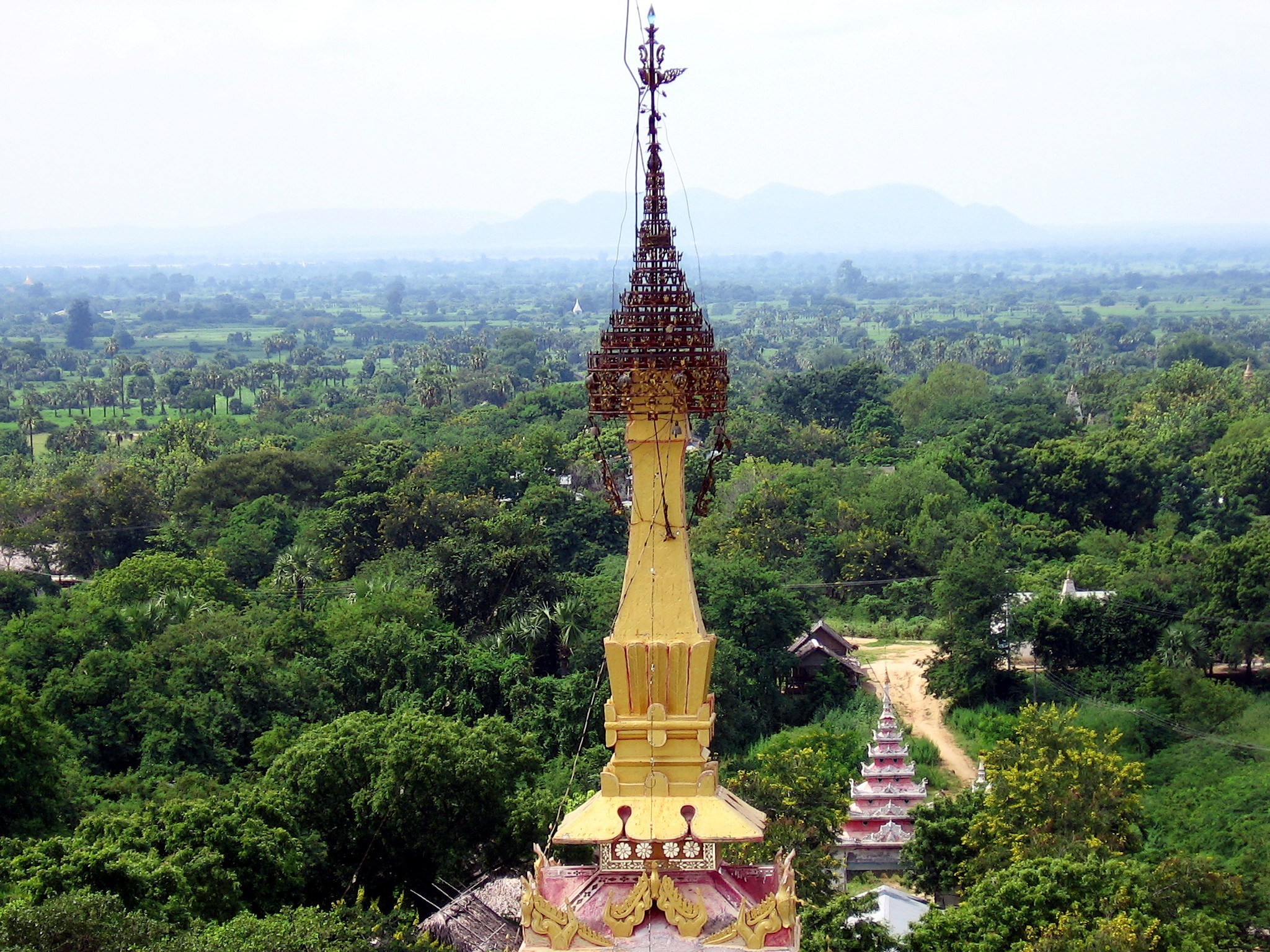
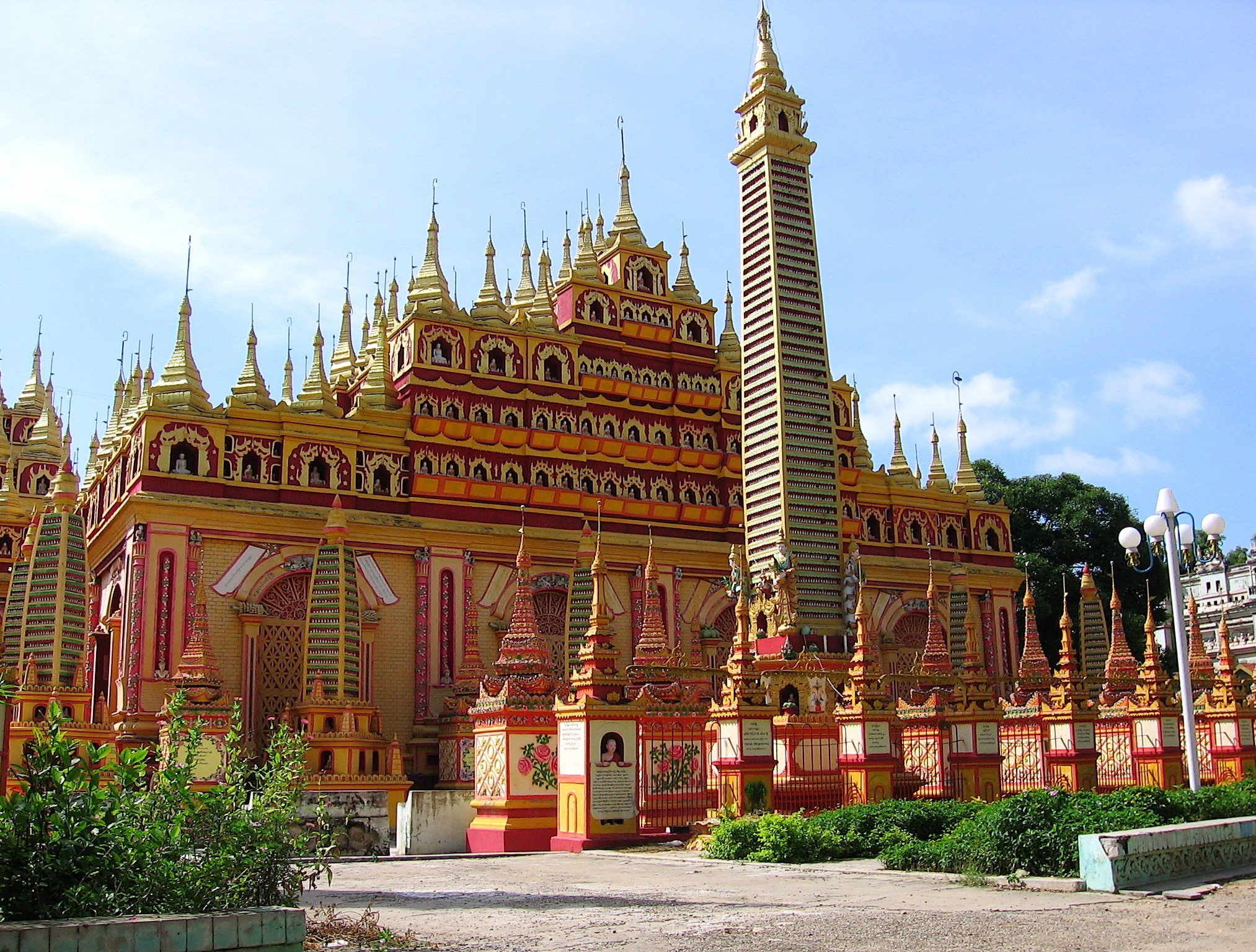
Thambuddhei Paya
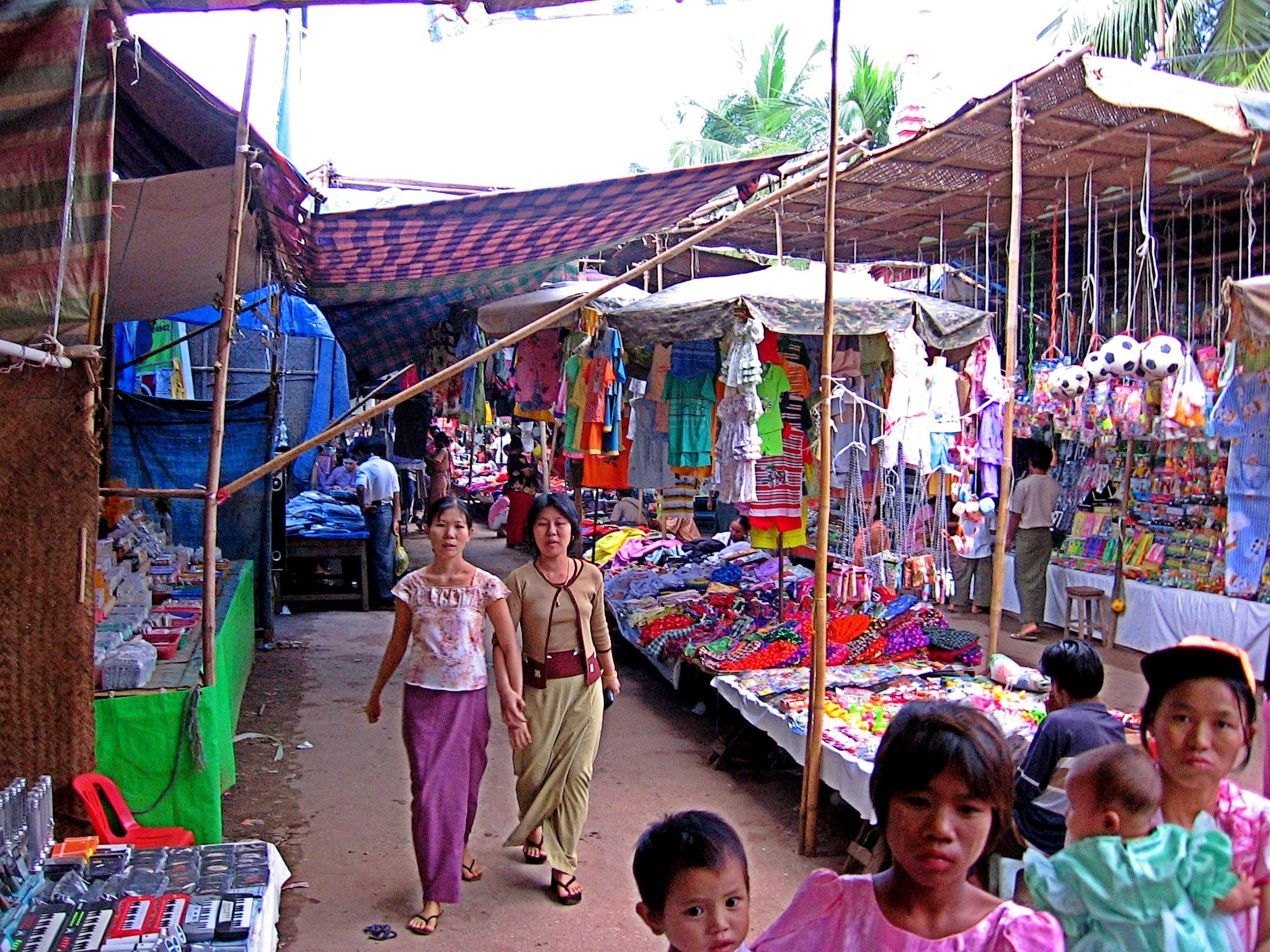
Market